# Simon Peter Kamomoe
Simon Peter Kamomoe (* 26. November 1962 in Gatundu, Kiambu County) ist ein kenianischer römisch-katholischer Geistlicher und Weihbischof in Wote.

## Leben
Simon Peter Kamomoe studierte nach dem Besuch des Vorbereitungsseminars in Molo Philosophie am Priesterseminar St. Augustine’s in Mabanga und Theologie am Priesterseminar St. Matthias Mulumba in Tindinyo. Am 18. Juni 1994 empfing er das Sakrament der Priesterweihe für das Erzbistum Nairobi.
Nach der Priesterweihe war er zunächst für zwei Jahre Assistent am Queen of Apostles Junior Seminary in Nairobi und anschließend in verschiedenen Gemeinden in der Pfarrseelsorge tätig. Von 19999 bis 2008 war er Dekan und gehörte dem Konsultorenkollegium des Erzbistums an. Ab 2008 war er Administrator der Kathedralbasilika Heilige Familie in Nairobi und Kaplan des Diözesanamts für die Familienseelsorge.
Papst Franziskus ernannte ihn am 13. Februar 2024 zum Titularbischof von Thubunae in Numidia und zum Weihbischof in Nairobi. Der Apostolische Nuntius in Kenia, Erzbischof Hubertus van Megen, spendete ihm und dem mit ihm ernannten Weihbischof Wallace Ng’ang’a Gachihi am 6. April desselben Jahres auf dem Gelände der St. Mary’s School in Nairobi die Bischofsweihe. Mitkonsekratoren waren der Erzbischof von Nairobi, Philip Arnold Subira Anyolo, und David Kamau Ng’ang’a, Weihbischof in Nairobi.
Am 5. Juli 2025 ernannte ihn Papst Leo XIV. zum Weihbischof im Bistum Wote, dessen Bischof Paul Kariuki Njiru bereits ein Jahr zuvor die Jurisdiktion über das Bistum bis auf weiteres abgegeben hatte.